# 霍布斯山
83°45′S 58°50′W / 83.750°S 58.833°W
霍布斯山（英語：Mount Hobbs）是南極洲的山峰，位於伊利沙伯女皇地，屬於彭薩科拉山脈中尼普頓山脈的一部分，海拔高度1,135米，美國地質調查局根據測量和美國海軍拍攝的空中照片繪入地圖，現時由南極條約體系管理。